# Waco CG-4

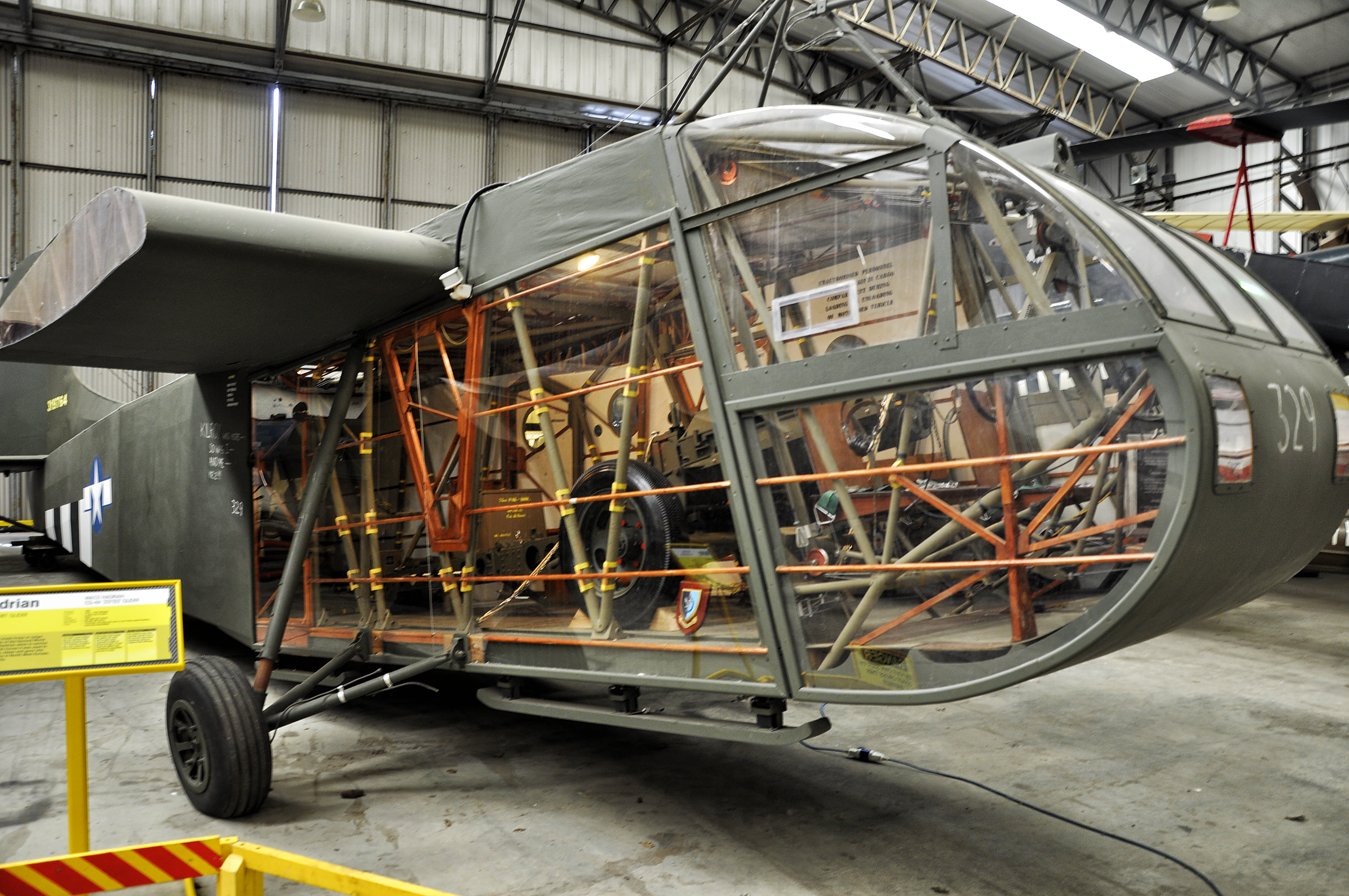

Waco CG-4A — наиболее широко используемый[где?] военный планёр в годы Второй мировой войны. Разработан американской Waco Aircraft Company, первый полёт совершил в мае 1942 года.
В Армии США назывался — CG-4A. В Королевских военно-воздушные силах — Hadrian.
За годы Второй мировой войны было построено около 14 тыс. экземпляров.
Несколько машин были оснащены вспомогательными двигателями Franklin 6AC-298-N3 мощностью 2х95 кВт или двигателями L-440-1 такой же мощности. Планёры обычно вытягивались транспортным самолётом Дуглас C-47 Skytrain или Curtiss C-46 Commando. Они использовались в воздушных операциях в разных частях света, в Европе и на Тихом океане.

## История
В начале 1941 года командование ВВС армии США предложило производителям самолётов разработать транспортные планёры. На этот заказ ответила, в частности, компания Waco Aircraft Company из Троя, штат Огайо. В июне 1941 года с ней было подписано соглашение о разработке двух типов планёров — восьмиместных (обозначенных как CG-3) и пятнадцатиместных (обозначенных как CG-4). Оба планёра были разработаны одновременно.

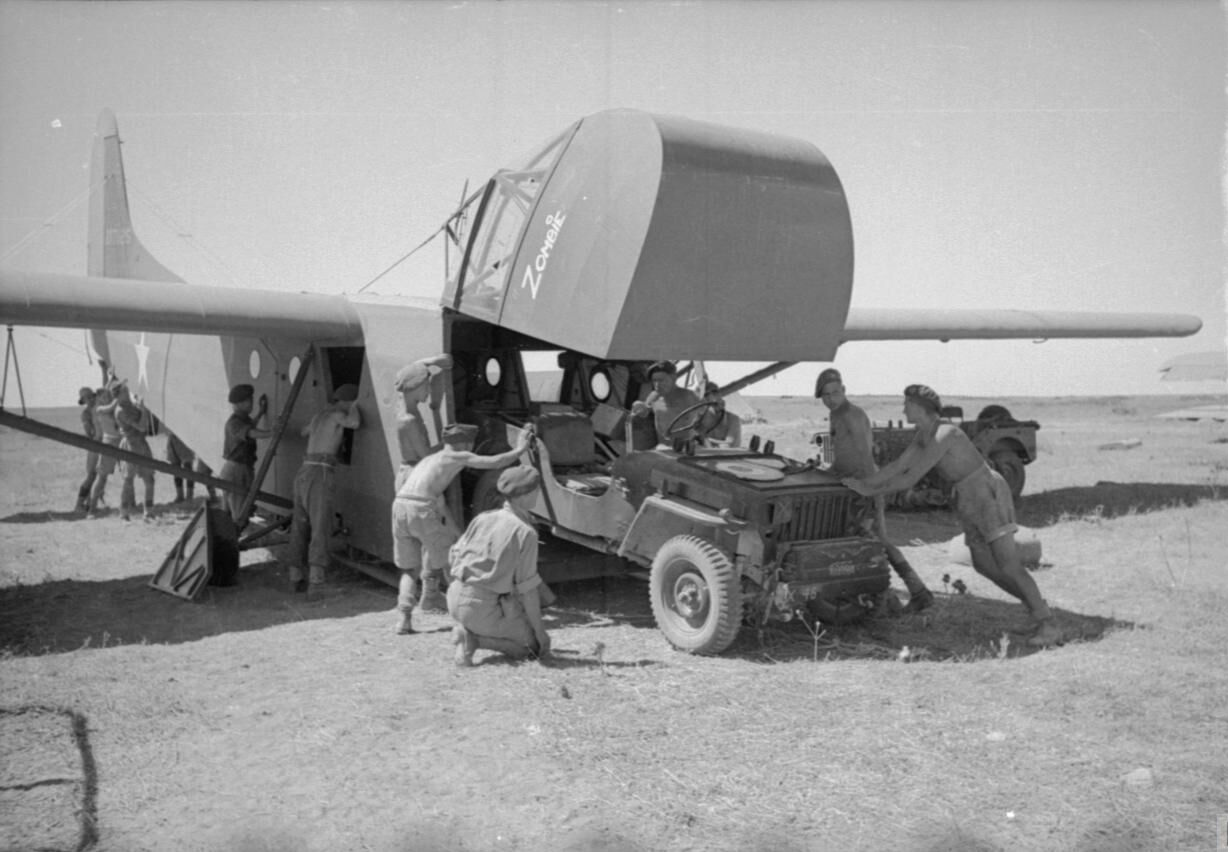

Прототип планёра CG-4 был разработан в 1942 году, а прототип, предназначенный для лётных испытаний, был готов 28 апреля 1942 года. Испытания также были начаты немедленно, но с учётом предыдущего опыта использования планёра CG-3 было решено начать серийное производство планёра CG-4, и была заказана серия из 640 планёров этого типа.
Из-за высокого спроса на этот тип планёров их производство было направлено на различные компании, не связанные с авиационным производством. Это было связано с большими проблемами, но позволило производство огромных количеств планёров. В общей сложности до 1944 года было выпущено 13909 планёров Waco CG-4, что делает его наиболее производимым транспортным планёром во время Второй мировой войны. Наибольшее количество этих планёров было построено на заводе Ford (4190 единиц).

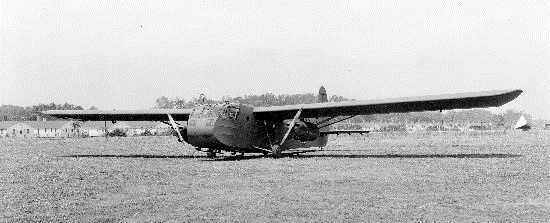
The XPG-1 prototype

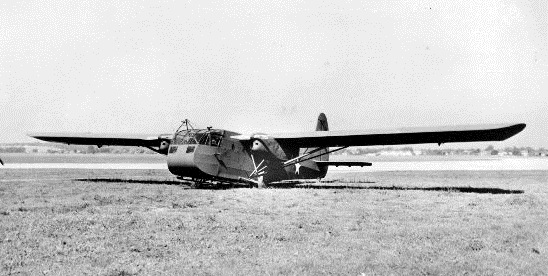
The XPG-2 prototype

В 1943 году была предпринята попытка установить двигатели на этом планёре. В Северо-Западном авиационном корпусе был разработан прототип такого планёра, обозначенный XPG- , оснащенный двумя двигателями Franklin 6AC-298-N3 мощностью 69 л. с. (95 кВт) каждый. Этот прототип не использовался из-за недостаточной мощности двигателя. Еще одна попытка оснастить его двигателями была предпринята Ridgefield Manufactura Co. где прототип с маркировкой XPG-2A был построен с двигателями Ranger L-440-1 мощностью 95 л. с. (130 кВт) каждый. Была построена небольшая серия (10 единиц) этих силовых планёров, обозначенная PG-2A.

## Производство
С 1942 по 1945 год завод Ford Motor Company в Кингсфорде, штат Мичиган, построил 4190 планёров CG-4A для использования в боевых действиях во время Второй мировой войны. На заводе в Кингсфорде было построено больше планёров CG-4A, чем у любой другой компании в стране, при гораздо меньших затратах, чем у других производителей. Другие основные строители планёров модели CG-4A были расположены в Трое (Огайо), Гринвилле (Мичиган), Астории (Нью-Йорк), Канзас-Сити (Миссури) и Сент-Поле (Миннесота).

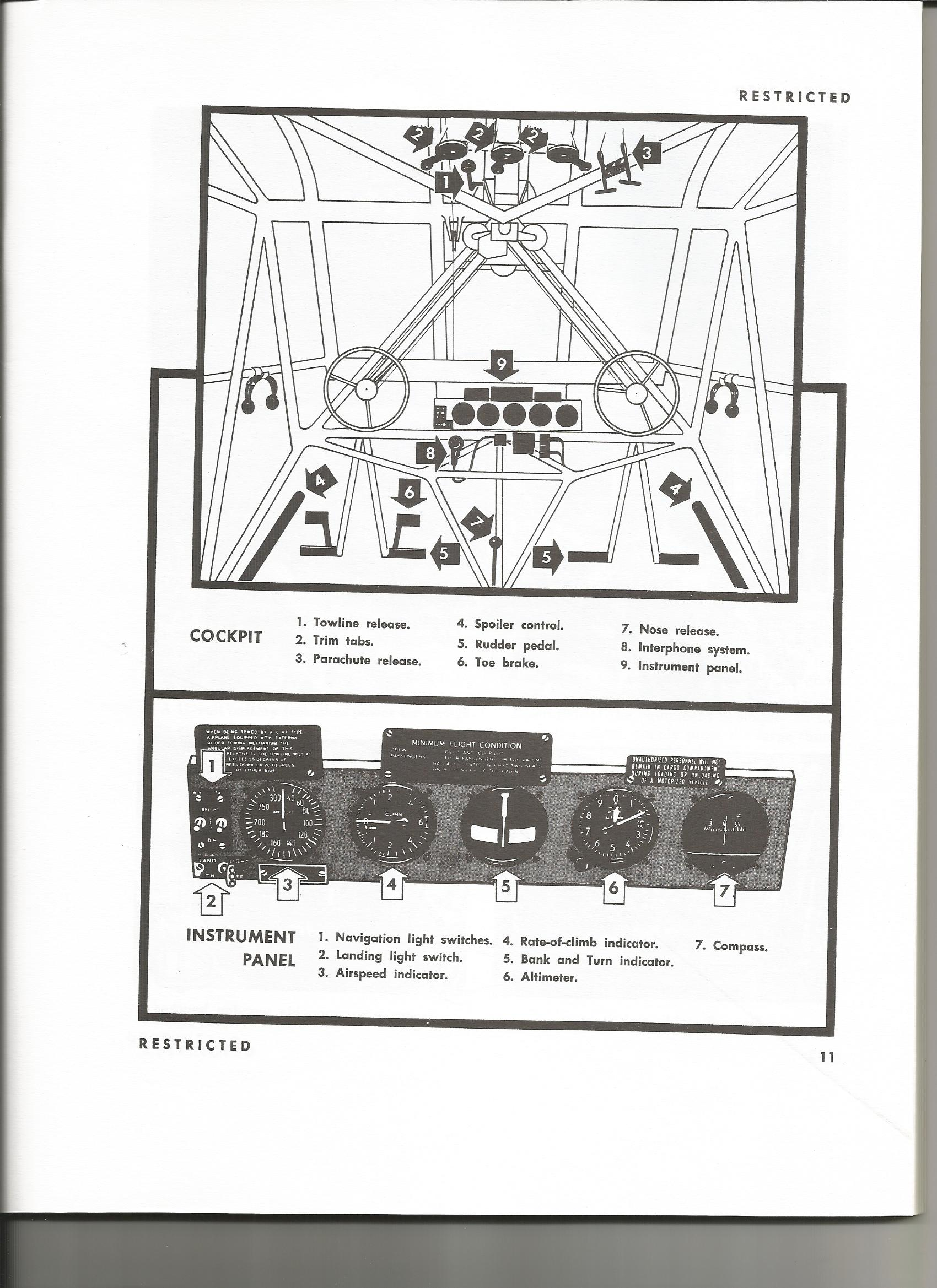
инструменты CG-4A.

16 компаний, которые были основными подрядчиками в производстве CG-4A, были:
- Babcock Aircraft Company из Де-Ленда, штат Флорида (60 единиц по цене $ 51000 каждый).
- Cessna Aircraft Company из Уичито, Канзас (750). Весь заказ был передан на аутсорсинг на новом заводе в Вичите компании Boeing Aircraft .
- Commonwealth Aircraft в Канзас-Сити (1470).
- Ford Motor Company Кингсфорд, Мичиган (4190 единиц в $ 14891 каждый).

G & самолёт из Willow Grove, Пенсильвания (627).
- Генеральная авиастроительная корпорация Астории, Лонг-Айленд, Нью-Йорк (1112).
- Гибсон Холодильник в Greenville, штат Мичиган (1078).
- Laister-Кауфман Corporation из Сент-Луиса, штат Миссури (310).
- Национальная самолётостроительная корпорация из Элвуда, Индиана (1 астрономическая цена $ 1741809).
- Северо—западный аэронавигационной Corporation в Миннеаполисе (1510).
- Pratt-Read из Дип-Ривера, штат Коннектикут (956).
- Риджфилд, производственная компания Риджфилда, штат Нью-Джерси (156).
- Robertson Aircraft Corporation из Сент-Луиса (170).
- Timm Aircraft Company из Ван-Найса, Калифорния (434).
- Waco Aircraft Company of Troy (1074 (999) единиц по 19 367 долларов США каждая).
- Уорд Формент Компания из Форт-Смита, штат Арканзас (7).

Фабрики работали 24 часа в сутки, чтобы построить планёры. Работник ночной смены на заводе Wicks Aircraft Company в Канзас-Сити писал:

«С одной стороны огромной кирпичной комнаты работает вентилятор, а с другой — водопад, чтобы воздух не пропитался краской. Мужчины подают краскораспылители, которые покрывают огромные крылья планёра хаки или синим цветом, и заканчивают его этой восхитительной белой звездой, заключённой в синий круг, который движется вокруг света к победе…

Крылья сначала обтянуты тканью на холсте в качестве обоев на фанере, затем все швы, застежки, открытые места, закрытые места и края покрыты клеевым лаком, что не только делает крылья воздухонепроницаемыми, но и Он покрывает мои руки, штаны, брови, волосы и инструменты быстросохнущим слоем, который отслаивается, как лак для ногтей, или растирается растворителем, который горит как ад».
| Версия | 1942 | 1943 | 1944 | 1945 | Суммарно |
| ------ | ---- | ---- | ---- | ---- | -------- |
| CG-4   | 804  | 5833 | 4280 | 2988 | 13905    |

## Технические характеристики

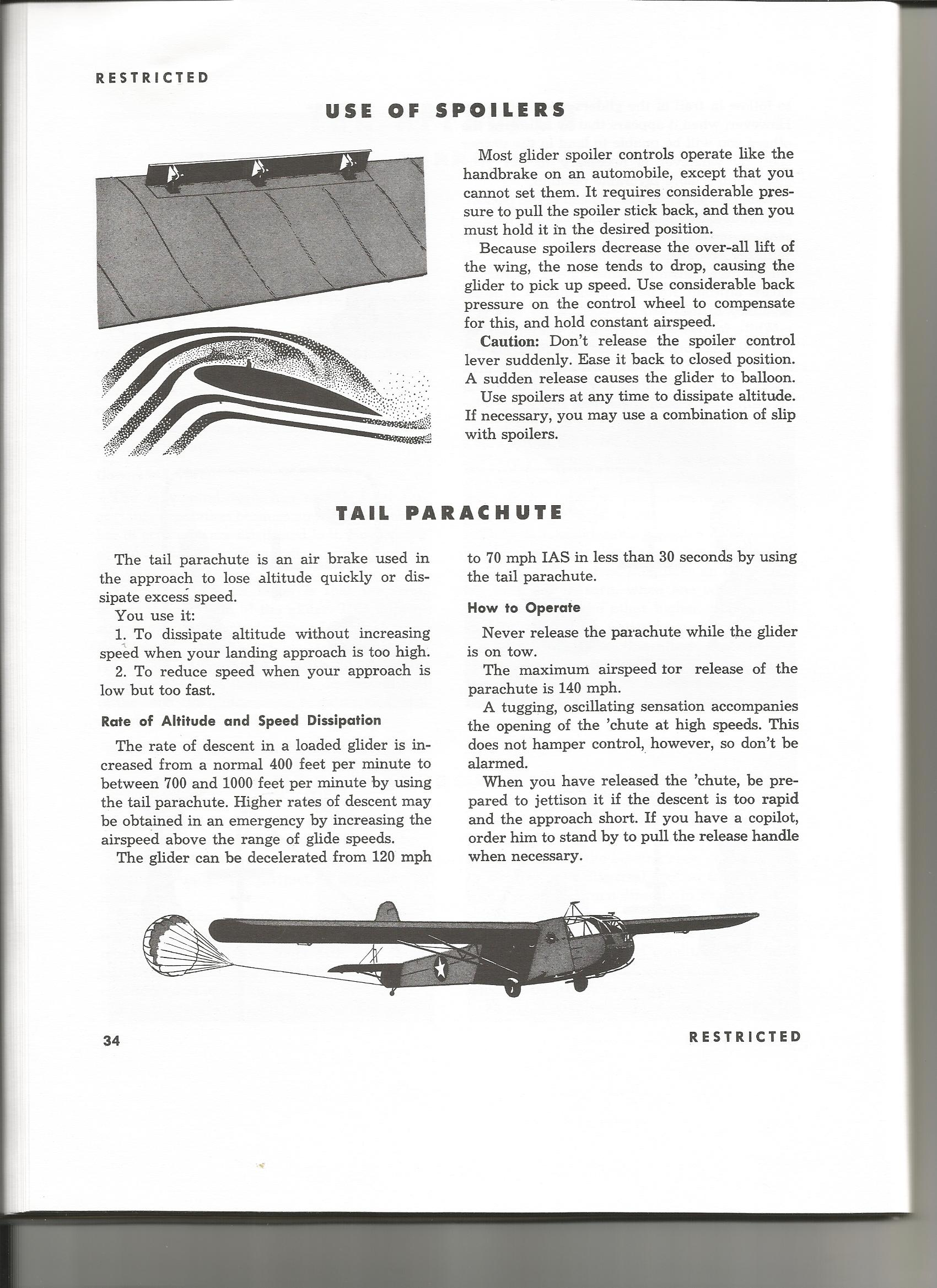
Интерцептор CG-4A.

- Экипаж: 2
- размах крыльев: 25,48 м
- длина: 14,63 м
- высота: 2,23 м
- площадь: 79,20 м²
- вес пустой машины: 1560 кг
- максимальный взлётный вес: 3400 кг
- скорость: 192 км/ч
- варианты транспорта: груз весом 1700 кг или джип с радиоуправлением и тремя солдатами, или 75-мм пушка с боеприпасами и тремя солдатами.

## Использование в авиации
Планёры Waco CG-4 после начала серийного производства были направлены в воздушно-десантные подразделения США как одно из средств перевозки солдат, а также груза весом до 1700 кг. За короткое время он стал основным планёром в армии США. Для его буксировки использовались двухмоторные транспортные самолёты — обычно Douglas C-47. Машины с большей мощностью двигателя (например, Curtiss C-46) позволяли буксировать два планёра одновременно.
Он использовался в больших количествах во всех десантных операциях армии США во время Второй мировой войны. 5991 были использованы в западноевропейском театре военных действий, 2303 в Средиземноморье и 504 в южной части Тихого океана. во время высадки в Нормандии, во время операции Market Garden и высадки на юге Франции. Из-за меньшей нагрузки на поверхность закрылка, чем у планёра Airspeed Horsa была большая возможность выбрать посадочную площадку, особенно в областях, покрытых искусственными препятствиями для посадки.
Кроме того, Соединенное Королевство закупило для своих ВДВ 740 штук CG-4 планёров, они были обозначены как CG-4 «Адриан» и также были использованы для десантных операций в Европе. Для их буксировки использовались двухмоторные транспортные самолёты Armstrong Whitworth Albemarle.
Планёр был по определению многоразовым оборудованием (в кабине находилась пара запасных колёс на случай, если шасси пострадает во время посадки с возможностью быстрого ремонта силами экипажа на земле), но практика показала нечто иное. Посадка в сильно защищенной зоне, часто в условиях перегрузки, необходимость быстрой разгрузки автомобилей и другого перевозимого оборудования означала, что подавляющее большинство планёров из-за повреждения после посадки не подходило для дальнейшего использования. Тем не менее, посадка планёра в определённом месте (без рассредоточения сил, как при парашютировании) и оборудование, перевозимое на планёре, были такими значительными преимуществами, что транспортные планёры (включая Waco CG-4) широко использовались во время Второй мировой войны.
Однако после окончания войны они быстро устарели. К 1953 году армия США уже не обучала планеристов.
В Музее воздушно-десантных и специальных операций (ASOM) в центре города Фейетвилл, штат Северная Каролина, представлен один из немногих оставшихся планёров CG-4A Waco на постоянной экспозиции. Летом 2006 года носовая часть CG-4A была спасена от болота в Кэмп-Маккалл. Планируется превратить этот артефакт в мемориал планёрным войскам армии США и десантникам 551-го парашютно-пехотного батальона.

## Операторы
- Британский «адриан»
- Канада
  - Королевские ВВС Канады
- Чехословакия
  - Чехословацкие ВВС эксплуатировали 2 или 3 Wacos, обозначенные NK-4
- Соединенное Королевство
  - Армейский воздушный корпус
  - Планёр Пилотный полк
  - Королевские военно-воздушные силы Великобритании
  - № 668 эскадрильи RAF
  - № 669 эскадрилья RAF
  - № 670 эскадрилья RAF
  - № 671 эскадрилья RAF
  - № 672 эскадрильи РАФ
  - № 673 эскадрилья RAF
- Соединенные Штаты

Военно-воздушные силы армии США
ВМС США.